# Lista de deputados estaduais do Rio Grande do Sul da 39.ª legislatura
Esta é uma lista de deputados da 39ª Legislatura da Assembleia legislativa do Rio Grande do Sul, que assumiram em 1955, com mandatos até 1959:

## Composição das bancadas
| Partido | Líder                       | Bancada | Posição      |
| ------- | --------------------------- | ------- | ------------ |
| PTB     | Paulo Mincarone             | 23 / 55 | Oposição     |
| PSD     | Walter Peracchi Barcelos    | 15 / 55 | Governo      |
| PL      | Paulo Brossard              | 7 / 55  | Governo      |
| PRP     | Arno Fernando Arnt          | 4 / 55  | Oposição     |
| UDN     | Alcides Flores Soares Jr    | 3 / 55  | Governo      |
| PSP     | José Lamaison Porto         | 2 / 55  | Independente |
| PSB     | Cândido Norberto dos Santos | 1 / 55  | Oposição     |

## Deputados estaduais
|    | Nome                             | Partido | Cidade onde nasceu    | Unidade federativa |
| 1  | Abelardo José Nácul              | PSD     | Lagoa Vermelha        | Rio Grande do Sul  |
| 2  | Adalmiro Bandeira de Moura       | PSP     | Rio Pardo             | Rio Grande do Sul  |
| 3  | Alberto Elias Carneiro           | PTB     | Planalto              | Rio Grande do Sul  |
| 4  | Alberto Hoffmann                 | PRP     | Ijuí                  | Rio Grande do Sul  |
| 5  | Alcides Flores Soares Júnior     | UDN     | Porto Alegre          | Rio Grande do Sul  |
| 6  | Amadeu Ferreira Weinmann         | PL      | Porto Alegre          | Rio Grande do Sul  |
| 7  | Ariosto Jaeger                   | PSD     | Tupanciretã           | Rio Grande do Sul  |
| 8  | Armando Temperani Pereira        | PTB     | Santa Maria           | Rio Grande do Sul  |
| 9  | Arno Fernando Arnt               | PRP     | Porto Alegre          | Rio Grande do Sul  |
| 10 | Artur Bachini                    | UDN     | Pelotas               | Rio Grande do Sul  |
| 11 | Augusto Nascimento e Silva       | PSD     | Santo Ângelo          | Rio Grande do Sul  |
| 12 | Airton d'Ávila Barnasque         | PTB     | Cachoeira do Sul      | Rio Grande do Sul  |
| 13 | Camilo Alves Gisler              | PTB     | Santana do Livramento | Rio Grande do Sul  |
| 14 | Cândido Norberto dos Santos      | PSB     | Bagé                  | Rio Grande do Sul  |
| 15 | Daniel Barnewitz Ribeiro         | PTB     | Sinimbu               | Rio Grande do Sul  |
| 16 | Domingos Francisco Spolidoro     | PTB     | Porto Alegre          | Rio Grande do Sul  |
| 17 | Francisco Solano Borges          | PL      | Santa Maria           | Rio Grande do Sul  |
| 18 | Heitor Galant                    | PL      | Carazinho             | Rio Grande do Sul  |
| 19 | Heitor Silveira Campos           | PTB     | Passo Fundo           | Rio Grande do Sul  |
| 20 | Hélio Carlomagno                 | PSD     | Cruz Alta             | Rio Grande do Sul  |
| 21 | Henrique Fonseca de Araújo       | PL      | Porto Alegre          | Rio Grande do Sul  |
| 22 | Hipólito Jesus do Amaral Ribeiro | PSD     | Alvorada              | Rio Grande do Sul  |
| 23 | Jetro Jairo de Macedo Brum       | PTB     | Guaporé               | Rio Grande do Sul  |
| 24 | João Batista Marchese            | PSD     | Encantado             | Rio Grande do Sul  |
| 25 | Joaquim de Deus Nunes            | PSD     | Canguçu               | Rio Grande do Sul  |
| 26 | José Arlindo Kunzler             | PSD     | Montenegro            | Rio Grande do Sul  |
| 27 | José Lamaison Porto              | PSP     | Passo Fundo           | Rio Grande do Sul  |
| 28 | José Mariano de Freitas Beck     | PTB     | Santa Maria           | Rio Grande do Sul  |
| 29 | Justino da Costa Quintana        | PTB     | Bagé                  | Rio Grande do Sul  |
| 30 | Lauro Franco Leitão              | PSD     | Soledade              | Rio Grande do Sul  |
| 31 | Liberato Salzano Vieira da Cunha | PSD     | Cachoeira do Sul      | Rio Grande do Sul  |
| 32 | Manuel Braga Gastal              | PL      | São Gabriel           | Rio Grande do Sul  |
| 33 | Mário Vieira Marques             | PTB     | São Luiz Gonzaga      | Rio Grande do Sul  |
| 34 | Múcio de Castro                  | PTB     | Passo Fundo           | Rio Grande do Sul  |
| 35 | Norberto Harald Schmidt          | PL      | Santa Cruz do Sul     | Rio Grande do Sul  |
| 36 | Olinto Aramy Silva               | PTB     | São Borja             | Rio Grande do Sul  |
| 37 | Onil Xavier dos Santos           | PRP     | Sapucaia do Sul       | Rio Grande do Sul  |
| 38 | Osmar da Rocha Grafulha          | PTB     | Rio Grande            | Rio Grande do Sul  |
| 39 | Paulo Brossard                   | PL      | Bagé                  | Rio Grande do Sul  |
| 40 | Paulo Mincarone                  | PTB     | Bento Gonçalves       | Rio Grande do Sul  |
| 41 | Pedro Afonso Anschau             | PRP     | Três Passos           | Rio Grande do Sul  |
| 42 | Plauto de Abreu                  | PSD     | Porto Alegre          | Rio Grande do Sul  |
| 43 | Pompílio Gomes Sobrinho          | PSD     | Gravataí              | Rio Grande do Sul  |
| 44 | Porcínio Borges Pinto            | PSD     | Estância Velha        | Rio Grande do Sul  |
| 45 | Raul Antônio Armando Pereira     | PTB     | Capão da Canoa        | Rio Grande do Sul  |
| 46 | Romeu Roese Scheibe              | PSD     | Lajeado               | Rio Grande do Sul  |
| 47 | Rubem Bento Alves                | PTB     | Caxias do Sul         | Rio Grande do Sul  |
| 48 | Siegfried Emanuel Heuser         | PTB     | Santa Cruz do Sul     | Rio Grande do Sul  |
| 49 | Suely Gomes de Oliveira          | PTB     | Osório                | Rio Grande do Sul  |
| 50 | Teobaldo Neumann                 | PTB     | Tapes                 | Rio Grande do Sul  |
| 51 | Victor Oscar Graeff              | UDN     | Erechim               | Rio Grande do Sul  |
| 52 | Waldemar Rodrigues da Silva      | PTB     | Santa Cruz do Sul     | Rio Grande do Sul  |
| 53 | Walter Giordano Alves            | PTB     | Itaqui                | Rio Grande do Sul  |
| 54 | Walter Peracchi Barcelos         | PSD     | Porto Alegre          | Rio Grande do Sul  |
| 55 | Wilson Vargas da Silveira        | PTB     | Porto Alegre          | Rio Grande do Sul  |